# Institut für Rechtsinformatik (Saarbrücken)

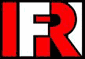
Logo des Instituts für Rechtsinformatik

Das Institut für Rechtsinformatik (IFRI) ist ein Institut der Universität des Saarlandes mit Sitz in Saarbrücken.
Es befasst sich einerseits mit der Frage, wie Juristen mit Hilfe der neuen Technologien ihre Arbeit besser erledigen können. Ähnlich wie die Wirtschaftsinformatik oder die Medizininformatik ist die Rechtsinformatik auch ein Teilbereich der angewandten Informatik. Die Rechtsinformatik soll die Frage beantworten helfen, welche technischen Instrumente (beispielsweise Computer, oder das Internet), auf welche Weise als Hilfsmittel für juristische Such-, Lern- und Entscheidungsprozesse eingesetzt werden können und welche Vor- und Nachteile damit verbunden sind.
In diesem Zusammenhang sieht es das Institut für Rechtsinformatik insbesondere als seine Aufgabe, rechtliche Informationen elektronisch – also von der traditionellen gedruckten Form abweichend – abrufbar zu machen und den elektronischen Rechtsverkehr zu fördern. Ein Beispiel für diesen Bereich sind juristische Onlinedatenbanken sowie die technische Betreuung von Entscheidungsdatenbanken auf Websites von Gerichten. Beispiele hierfür sind die Websites des Bundesverfassungsgerichts, der saarländischen Arbeitsgerichte, des Finanzgerichts des Saarlandes sowie des Verfassungsgerichtshofs des Saarlandes.
Die Onlinepublikation von Entscheidungen durch die Gerichte selbst sichert die Authentizität der abgerufenen Informationen und entlastet die Haushalte der Gerichte durch Einsparungen beim Entscheidungsversand. Ein weiterer Vorteil ist, dass es technisch möglich wird, Entscheidungen zeitgleich mit der Verkündung abrufbar zu machen.
Auch in der Lehre werden traditionelle Vorlesungsveranstaltungen durch elektronische Arbeitsgemeinschaften begleitet. Das als Modell vom Institut für Rechtsinformatik erarbeitete Softwaremodul wird inzwischen von mehreren Lehrstühlen erfolgreich als Ergänzung zu Vorlesungen und Übungen eingesetzt. Auch die Onlinepublikationen der Abteilung Rechtswissenschaft, die so genannte „Saarbrücker Bibliothek“ gehören zu diesem Schwerpunkt.

## Informationsrecht
Andererseits befasst sich das Institut mit dem Informationsrecht und den rechtlichen Fragen der neuen Medien, insbesondere dem Recht des Internets. Das Internet wirft eine Fülle von Rechtsfragen auf, die sowohl de lege lata als auch de lege ferenda nahezu alle Rechtsgebiete und regelmäßig eine Vielzahl von Rechtsordnungen berühren. Das Recht des Internets – auch Onlinerecht, Netlaw/Netzrecht oder Cyberlaw genannt – betrachtet den Lebenssachverhalt "Internet" unter einer Vielzahl juristischer Blickwinkel (Zivilrecht, Öffentliches Recht und Strafrecht) und hat sich inzwischen zu einem eigenständigen Rechtsgebiet entwickelt. Eng verwandt mit dem Internet-Recht ist das Recht des elektronischen Geschäftsverkehrs (E-Commerce); der elektronische Geschäftsverkehr findet nämlich zu einem nicht nur unerheblichen Teil über das Internet statt, so dass sich die Sachverhalte überschneiden. Zum elektronischen Rechtsverkehr als Oberbegriff gehört neben dem E-Commerce auch der Einsatz von Multimedia und Internet im öffentlich-rechtlichen Bereich, insbesondere die elektronische Verwaltung (E-Administration).
Das Institut für Rechtsinformatik konzentriert sich auf die zivilrechtlichen Fragen des Informationsrechts. Im Rahmen dieses Schwerpunkts untersucht es beispielsweise im Projekt remus rechtliche Probleme, die beim Einsatz von Multimedia und Internet in Schulen und Hochschulen auftauchen. Ein weiteres Beispiel ist die von Maximilian Herberger herausgegebene Internetzeitschrift JurPC, in der ausschließlich Themen aus dem Bereich der Rechtsinformatik behandelt werden. In zahlreichen Fachvorträgen zu dieser Thematik wie auch am EDV-Gerichtstag werden Fragen der Rechtsinformatik behandelt.
Gemeinsam mit der Europäischen EDV-Akademie des Rechts ist das Institut für Rechtsinformatik Kooperationspartner von Creative Commons und als Project Lead mitverantwortlich für die Anpassung der Lizenzen an die deutsche Rechtslage.

## Geschichte
Das Institut entstand im Jahr 1988 mit Gründung des Lehrstuhls für Rechtsinformatik, der anfangs vom Stifterverband für die Deutsche Wissenschaft gefördert und mit Maximilian Herberger besetzt wurde. Herberger widmete sich zunächst der Forschung und Lehrtätigkeit in diesem Bereich und gründete sehr bald den Deutschen EDV-Gerichtstag e.V., der sich mit Anwendungsfragen der elektronischen Datenverarbeitung in der Justiz beschäftigt und einmal im Jahr einen deutschlandweiten Kongress veranstaltet. Die Forschungstätigkeiten wurden in der Form eines Instituts fortgeführt: Das Institut für Rechtsinformatik wurde vom Lehrstuhl für Bürgerliches Recht, Rechtstheorie und Rechtsinformatik (Maximilian Herberger) und vom Lehrstuhl für Bürgerliches Recht, Zivilprozessrecht und Rechtsphilosophie (Helmut Rüßmann), sowie später auch vom Lehrstuhl für Deutsches und Europäisches Prozess- und Arbeitsrecht sowie Bürgerliches Recht (Stephan Weth) der Universität des Saarlandes getragen. Heute tragen vier Lehrstühle der rechts- und wirtschaftswissenschaftlichen Fakultät der Universität des Saarlandes sowie weitere Mitglieder der Universität des Saarlandes und der Universität Luxemburg das Institut: Lehrstuhl für Bürgerliches Recht, Rechtsinformatik, deutsches und internationales Wirtschaftsrechts sowie Rechtstheorie (Georg Borges; geschäftsführender Direktor), Lehrstuhl für Media and Telecommunication Law (Mark D. Cole), Lehrstuhl für Französisches öffentliches Recht (Philippe Cossalter), juris-Stiftungsprofessur für Rechtsinformatik (Christoph Sorge) und Lehrstuhl für Deutsches und Europäisches Prozess- und Arbeitsrecht sowie Bürgerliches Recht (Stephan Weth).